# Сервилия Старшая
Серви́лия Ста́ршая (лат. Servilia Maior; около 100 — после 42 гг. до н. э.) — римская матрона, известная в первую очередь как мать Марка Юния Брута. Она принадлежала к нобилитету и была женой двух знатных плебеев из рода Юниев: Марка Юния Брута (народного трибуна 83 года до н. э.) и Децима Юния Силана (консула 61 года до н. э.). Долгое время состояла во внебрачной связи с Гаем Юлием Цезарем, так что некоторые античные авторы именно Цезаря называют настоящим отцом её единственного сына.

## Происхождение
Сервилия принадлежала к древнему и очень знатному патрицианскому роду, одному из шести родов, происходивших из Альба-Лонги. Первый носитель когномена Цепион (Caepio) получил консульство в 253 году до н. э., и в дальнейшем представители этой ветви рода регулярно занимали высшие магистратуры. Отец Сервилии, Квинт, прошёл карьеру до претуры (она предположительно датируется 91 годом до н. э.); дед, носивший тот же преномен, был консулом в 106 году до н. э. и известен в первую очередь как виновник поражения римской армии при Араузионе в 105 году; прадед, консул 140 года, организовал убийство Вириата в Испании.
По матери Сервилия происходила от знатного и богатого плебейского рода Ливиев. Её дедом был Марк Ливий Друз, консул 112 и цензор 109 годов до н. э., коллега и оппонент Гая Семпрония Гракха; среди более отдалённых предков были патриции Корнелии и Эмилии.

## Биография

### Ранние годы
Точная дата рождения Сервилии неизвестна; речь может идти приблизительно о 100 годе до н. э. либо о времени до 100 года. Сервилия была старшим ребёнком; после неё Ливия родила от Цепиона сына, получившего преномен Квинт или Гней, и дочь — Сервилию Младшую, ставшую впоследствии женой Луция Лициния Лукулла (впрочем, существует предположение, что это была не сестра, а племянница Сервилии Старшей, дочь её брата).
В какой-то момент (точные датировки отсутствуют) отец Сервилии рассорился с её дядей, своим шурином и зятем одновременно, Марком Ливием Друзом. Следствием этого стали смертельная вражда и развод Цепиона и Ливии. Дети остались с матерью, которая в 97 или 96 году до н. э. вышла замуж во второй раз — за Марка Порция Катона Салониана Младшего. У Сервилии появились единоутробный брат Марк Порций Катон (после смерти известный как Катон Утический) и единоутробная сестра Порция, ставшая позже женой Луция Домиция Агенобарба и прапрабабкой императора Нерона.
Отчим Сервилии умер прежде, чем она стала взрослой, — между 95 и 91 годами до н. э.; около 92 года умерла и её мать. С этого момента дети жили в доме дяди, Марка Ливия Друза, но тот осенью 91 года погиб от рук убийцы, причём многие римляне были уверены, что заказчиком преступления стал Цепион. Немецкий историк Фридрих Мюнцер полагает, что именно потеря одного за другим всех старших членов семьи сделала Сервилию самостоятельной и закалила её характер, благодаря чему впоследствии эта матрона заняла выдающееся положение среди римских женщин своей эпохи.

### Семейная жизнь
Достигнув необходимого возраста, Сервилия вышла замуж за знатного плебея Марка Юния Брута (вершиной его карьеры стал трибунат 83 года до н. э.). В 85 году до н. э. она родила сына, тоже Марка Юния. В 77 году её муж примкнул к мятежу Марка Эмилия Лепида, потерпел поражение и был казнён Гнеем Помпеем Великим. Овдовев, Сервилия вышла за ещё одного Юния — Децима Силана, который в 62 году до н. э. стал консулом, а около 60 года до н. э. умер. От него она родила трёх дочерей — Юнию Приму, Юнию Секунду и Юнию Терцию; став вдовой во второй раз, больше замуж она уже не выходила.
Сына Сервилия воспитала в традициях своей семьи и добилась того, что он по усыновлению перешёл в род Сервилиев. Две её дочери в 61 году до н. э. могли стать жёнами Гнея Помпея Великого и его старшего сына, но этот план не был воплощён в жизнь из-за противодействия Катона. Позже (видимо, при участии Сервилии) были заключены другие браки: Брут женился на дочери Аппия Клавдия Пульхра, три Юнии стали жёнами Публия Сервилия Исаврика, Марка Эмилия Лепида и Гая Кассия Лонгина соответственно; впоследствии сын Юнии Секунды женился на дочери Юнии Примы. Известно, что в 51 году до н. э. Сервилия пыталась устроить брак дочери Марка Туллия Цицерона с Сервием Сульпицием Руфом, но потерпела неудачу. В 45 году до н. э. Брут развёлся с Клавдией Пульхрой и женился на своей двоюродной сестре Порции, хотя Сервилия была категорически против.

### Сервилия и Цезарь
Сервилия стала видным участником политической жизни Рима благодаря своей связи с Гаем Юлием Цезарем. Светоний, перечисляя знатных матрон, ставших любовницами Гая Юлия, пишет, что Сервилию он «любил больше всех остальных»; по словам Плутарха, и та «горячо любила» Цезаря. Эта связь началась, предположительно, в середине 60-х годов до н. э. и продолжалась по крайней мере до 48 года (хотя охлаждение могло начаться ещё до гражданской войны, то есть до 49 года). Античные авторы пишут о жемчужине за шесть миллионов сестерциев, которую Цезарь подарил Сервилии во время своего первого консульства (59 год до н. э.), и о богатейших поместьях, купленных Сервилией за бесценок с разрешения диктатора. Марк Туллий Цицерон в связи с этой сделкой пошутил: «Чем плоха сделка, коли третья часть (tertia) остаётся за продавцом?» (он имел в виду, что по слухам и младшая дочь Сервилии, Юния Терция, тоже стала любовницей Цезаря). Известно, что даже после гибели Гая Юлия во владении Сервилии оставались земли под Неаполем, принадлежавшие до войны одному из убийц диктатора Понтию Аквиле.
Ещё одну историю о Цезаре и Сервилии рассказывает Плутарх:

Когда между Цезарем и Катоном шла напряженная борьба и жаркий спор и внимание всего сената было приковано к ним двоим, Цезарю откуда-то подали маленькую табличку. Катон заподозрил неладное и, желая бросить на Цезаря тень, стал обвинять его в тайных связях с заговорщиками и потребовал прочесть записку вслух. Тогда Цезарь передал табличку прямо в руки Катону, и тот прочитал бесстыдное письмецо своей сестры Сервилии к Цезарю.
— Плутарх. Катон Младший, 24.
Некоторые источники относят начало близких отношений между Сервилией и Гаем Юлием ко временам их молодости, утверждая, что Марк Юний Брут-младший родился от этой связи. Учёные эту версию опровергают: разница в возрасте между предполагаемыми отцом и сыном составляла всего 15 лет. В любом случае именно из-за особых отношений с Сервилией Цезарь мог пощадить Брута после битвы при Фарсале в 48 году до н. э. и добиться того, что его имя перестали упоминать в связи с «делом Веттия» в 59 году до н. э.
В эпоху гражданских войн 40-х годов до н. э. Сервилия, по-видимому, разорвала отношения с Цезарем: во многом под её влиянием Брут стал заговорщиком и принял участие в убийстве диктатора. Летом 44 года до н. э. Сервилия присутствовала при встрече сына с Цицероном в Антии, на которой обсуждались дальнейшие планы республиканцев (присутствие на этом совещании женщин учёные называют признаком разрушения патриархальной римской семьи). Позже именно она сообщила Цицерону, что Брут благополучно оставил Италию. В Риме скоро власть перешла к цезарианцам, но Сервилия тем не менее сохранила выдающееся положение в обществе. В 42 году до н. э. после битвы при Филиппах Марк Антоний прислал Сервилии прах её сына; после этого она не упоминается в источниках.

## В культуре
Сервилия является персонажем ряда исторических романов австралийской писательницы Колин Маккалоу: «Венец из трав», «Фавориты Фортуны», «Женщины Цезаря», «По воле судьбы», «Октябрьский конь».
Она действует также в телесериале «Рим», где её сыграла Линдси Дункан.